# ووچینیچه
ووچینیچه (به صربی: Vučiniće) یک منطقهٔ مسکونی در صربستان است که در نووی پازار واقع شده‌است.